# دریک شرینیان

دریک شرینیان (به ارمنی: Դերեկ Շերինյան؛ ارمنی: Derek Sherinian؛ متولد ۲۵ اوت ۱۹۶۶ در لاگونا بیچ) نوازنده کیبرد ارمنی‌تبار اهل ایالات متحده آمریکا و عضو سابق گروه دریم ثیتر است.
آگاه بهاری، نوازنده گیتار الکتریک، با شرینیان در یک پروژه در سال ۲۰۰۷ مشترکاً شرکت داشت.